# Lupiana
Lupiana è un comune spagnolo di 256 abitanti situato nella comunità autonoma di Castiglia-La Mancia.